# 本郷みつる
本郷 みつる（ほんごう みつる、1959年（昭和34年）10月12日 - ）は、日本の男性アニメーター、アニメーション演出家、アニメーション監督。東京都出身、新潟県育ち。本名の本郷満をはじめ、ほんごうみつる、郷 満、潮乱太、渋谷ポチ、猫賀大介名義での活動もある。

## 来歴
1979年に東京デザイナー学院（現東京ネットウエイブ）へ入学し、1981年に亜細亜堂へ入社。
主に東京ムービー新社やスタジオぴえろの作品の演出を手がけた。その本郷が頭角を現わしたのが、同年に参加した『エスパー魔美』から始まるシンエイ動画の一連の作品である。チーフディレクターの原恵一に刺激を受け、シンエイの現場で同世代のスタッフの中で活力を取り戻す。1989年には『エスパー魔美』の後番組『チンプイ』でチーフディレクターに就任した。オリジナルビデオアニメ『Spirit of Wonder チャイナさんの憂鬱』の監督を持って一区切りをつけ、1991年に亜細亜堂を退社。
1992年2月に亜細亜堂出身の西村博之とじゃんぐるじむ出身の高倉佳彦の2人のアニメーターとともに、フリー集団のめがてんスタジオを結成し、引き続きシンエイで『クレヨンしんちゃん』を監督して大ヒットさせた。1996年9月に『クレしん』から降板した後はProduction I.G、オー・エル・エム、東映アニメーションを拠点とし、『シャーマニックプリンセス』、『星方武侠アウトロースター』、『キョロちゃん』、『カスミン』、『IGPX』など幅広いジャンルの作品に携わる。
「アクション仮面の唄」「キョロちゃんえかきうた」などの作詞も手掛ける。
1996年の降板以降、『クレしん』には関与していなかったが、2008年4月19日公開の映画『ちょー嵐を呼ぶ 金矛の勇者』で、約12年ぶりに携わった。

## 参加作品

### テレビアニメ・OVA

#### 監督作品
1989年
- チンプイ （-1991年、チーフディレクター・絵コンテ・演出）

1990年
- 白鳥麗子でございます! （OVA、監督）

1992年
- クレヨンしんちゃん（-1996年、監督（初代）・脚本・絵コンテ・演出/OPED絵コンテ・演出）※1996年9月に降板
- チャイナさんの憂鬱（OVA、監督）

1996年
- シャーマニックプリンセス（OVA、-1998年、監督（第1-4話）・監修（第5-6話）・ストーリーコンセプト・脚本・絵コンテ・演出）

1998年
- 星方武侠アウトロースター（監督・脚本・絵コンテ・演出）

1999年
- キョロちゃん（-2001年、監督・絵コンテ・演出）

2000年
- 女神候補生（監督・絵コンテ・演出）

2001年
- カスミン（-2003年、監督・絵コンテ・演出）

2005年
- IGPX（-2006年、監督・脚本・絵コンテ・演出）

2007年
- デルトラクエスト（-2008年、監督・シリーズ構成（第1-52話）・絵コンテ・演出・OPコンテ/演出（第1-2期）・ED絵コンテ/演出） ※ED第2期はHon Go!名義
- REIDEEN（監督・シリーズ構成・絵コンテ・演出） ※シリーズ構成は横谷昌宏と共同

2008年
- バトルスピリッツ 少年突破バシン（-2009年、監督・絵コンテ・演出）

2009年
- 毎日かあさん（-2012年、監督・絵コンテ・演出/OP絵コンテ・演出）

2012年
- ONE PIECE エピソードオブルフィ 〜ハンドアイランドの冒険〜（監督・絵コンテ・演出） ※森田宏幸と共同

2013年
- 踊り子クリノッペ（監修・構成・絵コンテ・音響演出）
- テンカイナイト（監督・絵コンテ・演出）

2014年
- ワールドトリガー（シリーズディレクター・絵コンテ・演出（第1-48話））

2016年
- モンスターハンター ストーリーズ RIDE ON（監督・脚本・絵コンテ・演出・OP絵コンテ/演出）

2019年
- 本好きの下剋上 司書になるためには手段を選んでいられません（-2022年、監督・脚本・絵コンテ・演出・OP絵コンテ/演出・ED絵コンテ/演出）

2021年
- ぐんまちゃん（-2023年、監督・脚本・絵コンテ・演出・OP演出・音響演出）

2023年
- 柚木さんちの四兄弟。（監督・音響監督・脚色・絵コンテ・演出・OP絵コンテ/演出）

#### 絵コンテ・演出作品
- フクちゃん （絵コンテ）
- オヨネコぶーにゃん （絵コンテ） ※担当したエピソードが打ち切りにより、お蔵入り
- ドラえもん （絵コンテ・演出） ※ほんごうみつる名義
- タッチ （演出）
- 伊賀のカバ丸 （絵コンテ・演出）
- 魔法の天使クリィミーマミ （絵コンテ・演出）
- おねがい!サミアどん （絵コンテ・演出）
- チックンタックン （絵コンテ・演出）
- それいけ!アンパンマン （絵コンテ）
- ロボタン （絵コンテ・演出）
- 魔法のスターマジカルエミ （絵コンテ・演出）
- 魔法のアイドルパステルユーミ （絵コンテ・演出）
- きまぐれオレンジ☆ロード （絵コンテ・演出）
- あんみつ姫 （絵コンテ・演出）
- 陽あたり良好! （絵コンテ・演出）
- エスパー魔美 （脚本・絵コンテ・演出）
- 21エモン （絵コンテ・演出）
- 勇者王ガオガイガー （絵コンテ）
- 超GALS！寿蘭 （OP絵コンテ・演出）　※渋谷ポチ名義
- カウボーイビバップ （絵コンテ）　※潮乱太名義
- 天使になるもんっ! （絵コンテ）　※潮乱太名義
- あずまんが大王 （絵コンテ）　※潮乱太名義
- ジャイアントロボ パイロットフィルム（絵コンテ・演出 絵コンテは共同）
- 美鳥の日々 （絵コンテ）　※潮乱太名義
- 宇宙戦艦ヤマト2199（絵コンテ）
- しろくまカフェ （絵コンテ）　※猫賀大介名義
- TARI TARI （絵コンテ）　※猫賀大介名義
- デュエルマスターズ VSR （絵コンテ）

### 劇場アニメ
1983年
- ドラえもん のび太の海底鬼岩城（動画） ※本郷満名義

1990年
- おじさん改造講座（絵コンテ）
- チンプイ エリさま活動大写真（監督）

1992年
- 21エモン 宇宙いけ!裸足のプリンセス（監督）

1993年
- クレヨンしんちゃん アクション仮面VSハイグレ魔王（監督・絵コンテ・演出）

1994年
- クレヨンしんちゃん ブリブリ王国の秘宝（監督・脚本・絵コンテ）

1995年
- クレヨンしんちゃん 雲黒斎の野望（監督・脚本・絵コンテ）

1996年
- クレヨンしんちゃん ヘンダーランドの大冒険（監督・脚本・絵コンテ）

2001年
- サクラ大戦 活動写真（監督・脚本）※脚本は西村博之、寺戸信寿、広井王子との共同

2004年
- ドラえもんアニバーサリー25（監督・脚本）
- 新暗行御史（スーパーバイザー・脚本・絵コンテ・演出）

2008年
- クレヨンしんちゃん ちょー嵐を呼ぶ 金矛の勇者（監督・脚本・絵コンテ・演出）

2009年
- レイトン教授と永遠の歌姫（演出）

2011年
- キズナ一撃（監督・脚本・絵コンテ）

2014年
- クレヨンしんちゃん ガチンコ!逆襲のロボとーちゃん（絵コンテ） ※猫賀大介名義

### ゲーム
2002年
- テイルズ オブ デスティニー2（アニメパート絵コンテ）

### その他
1999年
- なんちゃってバンパイヤン（監修）

2011年
- 藤子・F・不二雄大全集『チンプイ』2巻（2011年、小学館） - 解説を執筆。